# Lost Man Booker Prize
Der Lost Man Booker Prize war eine besondere Ausgabe des Man Booker Prize, die durch eine öffentliche Wahl im Jahr 2010 für ein Buch aus dem Jahr 1970 vergeben wurde. Er wurde von der New York Times als ein Akt literarischer Reparation (“an act of literary reparation”) beschrieben. Bücher, die im Jahr 1970 veröffentlicht worden sind, waren wegen einer Regeländerung nicht für den Man Booker Preis wählbar. Bis 1970 wurde der Preis für Bücher, die im Vorjahr veröffentlicht worden sind, vergeben, doch ab 1971 wurde der Preis für Bücher verliehen, die im Jahr der Preisverleihung veröffentlicht wurden. Der Preis wurde von J. G. Farrell für Troubles gewonnen.

## Umstände der Preisvergabe
Dem Literaragent und Archivar Peter Straus wurde die Idee zugeschrieben, einen Man Booker Prize für das fehlende Jahr zu vergeben, nachdem er sich Gedanken darüber gemacht hatte, warum  Robertson Davies’ Roman aus dem Jahr 1970, Fifth Business, nicht in der Liste der Nominierungen für den Man Booker Prize aufgeführt war. Eine Longlist mit 21 Titeln wurde von den Organisatoren des Lost Man Booker Prize präsentiert. Die Shortlist mit sechs nominierten Werken wurde von Rachel Cooke, Katie Derham und Tobias Hill ausgewählt, und in London am 25. März 2010 öffentlich gemacht, als die Wahl auf der Man Booker Prize Website begann. Die Wahl endete am 23. April 2010. Der Preisträger wurde am 19. Mai 2010 bekannt gegeben.
Vier der nominierten Autoren waren tot, nur Nina Bawden und Shirley Hazzard lebten noch und konnten sich zu ihrer Nominierung äußern. Bawden nannte es „wirklich erstaunlich … Ich dachte, ich würde alle meine Bücher in- und auswendig kennen, aber ich konnte mich nicht daran erinnern, worüber dieses Buch war“. (“astonishing actually … I thought I knew all my books backwards but I couldn’t remember what this one was about”). Hazzard bedauerte, dass ihr Ehemann, Francis Steegmuller, nicht mehr lebte, um Zeuge dieses Ereignisses zu sein. J. G. Farrell gewann den Man Booker Prize schon 1973 für The Siege of Krishnapur. Bawden und Muriel Spark waren bereits zuvor nominiert worden. Tobias Hill sagte, dass Patrick White im Grabe rotieren würde, wenn er den Lost Man Booker Prize für sein Buch The Vivisector gewonnen hätte. White war nämlich bekannt dafür, dass er seinen Namen von der Liste der Nominierungen für den Man Booker Preis 1979 entfernen ließ und aus seiner generelle Ablehnung von Preisverleihungen keinen Hehl machte. Jedoch sagte Whites literarische Nachlassverwalterin, Barbara Mobbs, dass er keinen schriftlichen Beweis hinterlassen habe, dass er eine posthume Auszeichnung missbilligen würde und dass sie nicht herumlaufen würde, um ihnen mitzuteilen, ihn aus dem Wettbewerb zu nehmen.

## Preisträger
Der Preis wurde von J. G. Farrells Troubles mit 38 % über eine öffentliche Abstimmung gewonnen. Es erhielt mehr als zweimal so viele Stimmen wie der zweitplatzierte. Der Preis kam 40 Jahre nach der Veröffentlichung des Buches und 30 Jahre nach Farrells Tod. Der Preis wurde von Antonia Fraser verkündet und von Farrells Bruder Richard angenommen. Wenn Troubles den Man Booker Prize 1970 gewonnen hätte, wäre Farrell der erste Autor gewesen, der ihn zweimal gewonnen hätte, weil er ihn 1973 für The Siege of Krishnapur erhielt. Farrells Literaturagent behauptete, Farrell wäre freudig erregt gewesen, wenn er den Preis gewonnen hätte.
| Jahr | Preisträger     | Titel                  | Deutscher Titel  | Longlist |
| ---- | --------------- | ---------------------- | ---------------- | --- |
| 1970 | J. G. Farrell   | Troubles               | Troubles         | - Brian Aldiss – The Hand Reared Boy (dt. Gross durch eigene Hand) - H. E. Bates – A Little Of What You Fancy? - Paul Bailey – Trespasses (dt.: Mein Name ist Ralph Hicks/Unbefugte Eingriffe) - Melvyn Bragg – A Place in England - Christy Brown – Down All the Days (dt. Ein Fass voll Leben) - Len Deighton – Bomber (dt. Bomber) - Elaine Feinstein – The Circle - Reginald Hill – A Clubbable Woman (dt.: Eine Gasse für den Tod) - Francis King – A Domestic Animal - David Lodge – Out of The Shelter (dt. Ins Freie) - Iris Murdoch – A Fairly Honourable Defeat - Shiva Naipaul – Fireflies - Patrick O’Brian – Master and Commander (dt. Kurs auf Spaniens Küste/Manöver um Feuerland) - Ruth Rendell – A Guilty Thing Surprised (dt.: Der Liebe böser Engel) |
| 1970 | Nina Bawden     | The Birds on the Trees | Unter einem Dach | - Brian Aldiss – The Hand Reared Boy (dt. Gross durch eigene Hand) - H. E. Bates – A Little Of What You Fancy? - Paul Bailey – Trespasses (dt.: Mein Name ist Ralph Hicks/Unbefugte Eingriffe) - Melvyn Bragg – A Place in England - Christy Brown – Down All the Days (dt. Ein Fass voll Leben) - Len Deighton – Bomber (dt. Bomber) - Elaine Feinstein – The Circle - Reginald Hill – A Clubbable Woman (dt.: Eine Gasse für den Tod) - Francis King – A Domestic Animal - David Lodge – Out of The Shelter (dt. Ins Freie) - Iris Murdoch – A Fairly Honourable Defeat - Shiva Naipaul – Fireflies - Patrick O’Brian – Master and Commander (dt. Kurs auf Spaniens Küste/Manöver um Feuerland) - Ruth Rendell – A Guilty Thing Surprised (dt.: Der Liebe böser Engel) |
| 1970 | Shirley Hazzard | The Bay of Noon        | Addio Napoli     | - Brian Aldiss – The Hand Reared Boy (dt. Gross durch eigene Hand) - H. E. Bates – A Little Of What You Fancy? - Paul Bailey – Trespasses (dt.: Mein Name ist Ralph Hicks/Unbefugte Eingriffe) - Melvyn Bragg – A Place in England - Christy Brown – Down All the Days (dt. Ein Fass voll Leben) - Len Deighton – Bomber (dt. Bomber) - Elaine Feinstein – The Circle - Reginald Hill – A Clubbable Woman (dt.: Eine Gasse für den Tod) - Francis King – A Domestic Animal - David Lodge – Out of The Shelter (dt. Ins Freie) - Iris Murdoch – A Fairly Honourable Defeat - Shiva Naipaul – Fireflies - Patrick O’Brian – Master and Commander (dt. Kurs auf Spaniens Küste/Manöver um Feuerland) - Ruth Rendell – A Guilty Thing Surprised (dt.: Der Liebe böser Engel) |
| 1970 | Mary Renault    | Fire from Heaven       | Feuer vom Olymp  | - Brian Aldiss – The Hand Reared Boy (dt. Gross durch eigene Hand) - H. E. Bates – A Little Of What You Fancy? - Paul Bailey – Trespasses (dt.: Mein Name ist Ralph Hicks/Unbefugte Eingriffe) - Melvyn Bragg – A Place in England - Christy Brown – Down All the Days (dt. Ein Fass voll Leben) - Len Deighton – Bomber (dt. Bomber) - Elaine Feinstein – The Circle - Reginald Hill – A Clubbable Woman (dt.: Eine Gasse für den Tod) - Francis King – A Domestic Animal - David Lodge – Out of The Shelter (dt. Ins Freie) - Iris Murdoch – A Fairly Honourable Defeat - Shiva Naipaul – Fireflies - Patrick O’Brian – Master and Commander (dt. Kurs auf Spaniens Küste/Manöver um Feuerland) - Ruth Rendell – A Guilty Thing Surprised (dt.: Der Liebe böser Engel) |
| 1970 | Muriel Spark    | The Driver’s Seat      | Töte mich!       | - Brian Aldiss – The Hand Reared Boy (dt. Gross durch eigene Hand) - H. E. Bates – A Little Of What You Fancy? - Paul Bailey – Trespasses (dt.: Mein Name ist Ralph Hicks/Unbefugte Eingriffe) - Melvyn Bragg – A Place in England - Christy Brown – Down All the Days (dt. Ein Fass voll Leben) - Len Deighton – Bomber (dt. Bomber) - Elaine Feinstein – The Circle - Reginald Hill – A Clubbable Woman (dt.: Eine Gasse für den Tod) - Francis King – A Domestic Animal - David Lodge – Out of The Shelter (dt. Ins Freie) - Iris Murdoch – A Fairly Honourable Defeat - Shiva Naipaul – Fireflies - Patrick O’Brian – Master and Commander (dt. Kurs auf Spaniens Küste/Manöver um Feuerland) - Ruth Rendell – A Guilty Thing Surprised (dt.: Der Liebe böser Engel) |
| 1970 | Patrick White   | The Vivisector         | Der Maler        | - Brian Aldiss – The Hand Reared Boy (dt. Gross durch eigene Hand) - H. E. Bates – A Little Of What You Fancy? - Paul Bailey – Trespasses (dt.: Mein Name ist Ralph Hicks/Unbefugte Eingriffe) - Melvyn Bragg – A Place in England - Christy Brown – Down All the Days (dt. Ein Fass voll Leben) - Len Deighton – Bomber (dt. Bomber) - Elaine Feinstein – The Circle - Reginald Hill – A Clubbable Woman (dt.: Eine Gasse für den Tod) - Francis King – A Domestic Animal - David Lodge – Out of The Shelter (dt. Ins Freie) - Iris Murdoch – A Fairly Honourable Defeat - Shiva Naipaul – Fireflies - Patrick O’Brian – Master and Commander (dt. Kurs auf Spaniens Küste/Manöver um Feuerland) - Ruth Rendell – A Guilty Thing Surprised (dt.: Der Liebe böser Engel) |

Zwei zuvor auf der Longlist vertretene Werke wurden nachträglich disqualifiziert, da sie nicht im Jahr 1970 im Vereinigten Königreich veröffentlicht wurden. Dabei handelt es sich um The Fire-Dwellers von Margaret Laurence und Head to Toe von Joe Orton. Paul Baileys Trespasses wurde nachträglich der Longlist hinzugefügt.